# John Melish
John Melish, né le 13 juin 1771 à Methven en Écosse et mort le 30 décembre 1822 à Philadelphie, est un géographe, cartographe américain qui publia quelques-unes des premières cartes des États-Unis,,. En 1816, il réalisa la première carte du pays s'étendant de l'Atlantique au Pacifique. Selon des auteurs, comme John Rennie Short, Melish est, avec Jedidiah Morse et Mathew Carey « l'un des géographes prééminents de son époque ».